# Freddy Kottulinsky
Freddy Kottulinsky (ur. 20 lipca 1932 w Monachium, zm. 4 maja 2010 w Karlstad, pełne nazwisko Winfried Philippe Adalbert Karl Graf Kottulinsky Freiherr von Kottulin) – pochodzący ze śląskiej rodziny hrabiowskiej kierowca wyścigowy i rajdowy. Startował w barwach Niemiec i Szwecji. W 1980 został zwycięzcą rajdu Paryż-Dakar.